# Fenomén (film)
Fenomén (v anglickém originále Phenomenon) je americký dramaticko-romantický film z roku 1996, v režii Jona Turteltauba. V hlavních rolích účinkují John Travolta, Kyra Sedgwick, Robert Duvall, Forest Whitaker nebo Jeffrey DeMunn.

## Děj
Film vypráví o automechanikovi Georgeovi (John Travolta) žijícím na venkově. Má práci, přátele a jeho srdce patří půvabné ženě (Kyra Sedgwick), která vyrábí proutěná křesla a má dvě děti. Při oslavě svých narozenin vyjde George z hospody a na noční obloze spatří zářivé světlo, které se k němu přibližuje a nakonec jej oslní tak, že George na chvíli upadne do bezvědomí. Při návratu do hospody vše sděluje přátelům a dvěma tahy dává šach-mat v rozehrané partii v šachu místnímu doktorovi (Robert Duvall), který je na šachy odborník. George od té doby několik dní a týdnů vůbec nespí, neustále má nové nápady, např. vymyslí pohon pro auto z prasečího hnoje, vymyslí také nové hnojivo, které dělá jeho ovoce a zeleninu několikanásobně větší a chutnější a dokonce u svého kamaráda Natea (Forest Whitaker) rozluští tajnou vojenskou šifru v morseovce a naruší tím armádní cvičení. Najednou se dokáže naučit španělsky a portugalsky během jednoho přečtení knihy. Ovládá také telekinezi, díky které pomůže najít vážně nemocného chlapce.
Jeho schopnosti však mají své zápory. Přátelé a sousedé z něj začínají mít strach, město se něj dívá a ukazuje si a nakonec jeho a Natea zatkne i FBI, právě díky rozluštěné šifře. Postupem času se však ukáže, že George nebyl obdarován zvláštními schopnostmi pro nic za nic. Zjistí se, že původcem tohoto všeho je nádor na mozku.

## Ocenění

### Ceny
- 1997: John Travolta - Blockbuster Entertainment Award za nejlepší mužský výkon v hlavní roli
- 1997: Forest Whitaker - Blockbuster Entertainment Award za nejlepší mužský výkon ve vedlejší roli
- 1997: Forest Whitaker - Image Award za nejlepší mužský výkon ve vedlejší roli
- 1997: Eric Clapton, píseň Change the world - ASCAP Award a BMI Film & TV Award za nejlepší píseň
- 1997: Thomas Newman - BMI Film & TV Award za nejlepší originální hudbu

### Nominace
- 1997: samotný film nominován na cenu Saturn Award pro nejlepší celovečerní snímek
- 1997: John Travolta - MTV Movie Award za nejlepší mužský výkon v hlavní roli
- 1997: John Travolta a Kyra Sedgwick - MTV Movie Award za nejlepší polibek

## Obsazení
- John Travolta – George Malley
- Kyra Sedgwick – Lace Pennamin
- Forest Whitaker – Nate Pope
- Robert Duvall – Dr. Brunder
- Jeffrey DeMunn – Prof. John Ringold
- Richard Kiley – Dr. Wellin
- Brent Spiner – Dr. Bob Niedorf
- Vyto Ruginis – Ted Rhome
- Bruce Young - Jack Hatch
- Michael Milhoan - Jimmy
- Sean O´Bryan - Banes
- David Gallagher - Al
- Ashley Buccille - Glory
- Tony Genaro - Tito
- Elisabeth Nunziato - Ella
- Mark Valim - Alberto
- Troy Evans - Roger
- Ellen Geer - Bonnie
- James Keane - Pete
- Susan Merson - Marge
- James Cotton - Cal